# L'Art Contemporain (Kunst van Heden)
L'Art Contemporain, en néerlandais Kunst van Heden, est une association artistique belge qui rassemble, de 1905 jusqu'en 1959, des artistes plasticiens et des mécènes résidant à Anvers et ses alentours.
Le cercle organise des rétrospectives marquantes, comme celle de Vincent van Gogh en 1914, la plus complète organisée jusqu'en 1955. Durant un demi-siècle, des artistes comme James Ensor, Émile Claus, Constantin Meunier, Rik Wouters, Paul Delvaux, René Magritte ou Pablo Picasso exposent leurs œuvres peintes et sculptées.

## Histoire
Le cercle L'Art Contemporain est fondé à Anvers le 1er mars 1905 par un groupe d'artistes plasticiens et de mécènes. Les fondateurs considèrent que l'essor artistique de la métropole anversoise doit accompagner son essor industriel. Le cercle poursuit l'objectif de faciliter les contacts entre les classes dirigeantes et les artistes et de mettre en exergue par des expositions idoines l'art de plasticiens officiellement trop peu reconnus. Aucune tendance particulière n'est mise en exergue, l'éclectisme étant la base du groupe qui veut demeurer indépendante. Le cercle veut vulgariser, faire apprécier et soutenir la peinture, la sculpture et la gravure des XIXe et XXe siècles,. 
Le cercle, constitué dans un contexte où l'art est trop souvent négligé, atteint au fil du temps une réputation solide en Belgique et à l'étranger. 

### Membres
Les fondateurs sont trois industriels anversois : les frères François Franck, Louis Franck, Charles Franck. Se joignent à eux Carlito Grisar (président), ainsi que les écrivains Pol de Mont, nouveau conservateur du Musée royal des Beaux-Arts d'Anvers, et Emmanuel de Bom.
Les premiers artistes membres du cercle sont : Albert Baertsoen, Richard Baseleer, Émile Claus, Jean Delvin, Victor Hageman, Eugène Laermans, Henry Luyten, Charles Mertens, Constantin Meunier, George Minne, George Morren, Ernest Rombaux, Victor Rousseau, Jakob Smits, Eugeen van Mieghem et Walter Vaes.
Peu après, James Ensor (qui expose en 1905) et Égide Rombaux, rejoignent aussi l'association, suivis, en 1910 par Alfred Delaunois et Jules Lagae.

### Expositions
Le cercle organise à partir de 1905 et jusqu'en 1940 des expositions annuelles. Ces manifestations promeuvent l'art à Anvers, à vocation éducative, avec le concours de la presse.

#### 1905 - 1914
La première exposition a lieu du 15 mai au 15 juin 1905 et consiste en une rétrospectives des œuvres d'Henri Leys et d'Henri de Braekeleer au Musée royal des Beaux-Arts d'Anvers. Elle est suivie, du 22 juillet au 15 novembre 1905, par un salon présentant les œuvres d'artistes vivants. De nombreux plasticiens étrangers sont invités : les français Albert Besnard, Charles Cottet, le néerlandais George Hendrik Breitner, l'espagnol Ignacio Zuloaga et les allemands Heinrich von Zügel, Christian Rohlfs, Ludwig von Hofmann et Hans Thoma. Outre les membres du cercle, les belges sont représentés par Georges Buysse, Léon Frédéric, Frans Huygelen, Eugène Laermans, Auguste Oleffe et Théo Van Rysselberghe. Le roi Léopold II, le Musée moderne de Bruxelles, et des mécènes, tels Fernand Donnet et Paul Errera prêtent leurs œuvres,.
Au cours des années suivantes, des rétrospectives sont organisées : Julien Dillens, Alfred Stevens, Evert Larock et d'autres. Concomitamment, bon nombre d'artistes belges vivants renommés exposent : Jan Stobbaerts, Émile Claus, ou encore, en 1912, Rik Wouters, Fernand Khnopff et Constant Montald. En 1908, le cercle organise une exposition au local de la Sécession à Berlin, où il rencontre le succès.
Lors de la dixième exposition annuelle, en mars 1914, une rétrospective de 96 peintures et dessins de Vincent van Gogh est organisée. Parmi ses toiles, figurent Les Mangeurs de pommes de terre, Femme au bonnet rouge, Le Moulin de la Galette, Autoportrait à l'oreille bandée et à la pipe, Résurrection de Lazare et des peintures de la série Les Tournesols. 
Les artistes James Ensor, Franz Charlet, Jacob Smits, Adrien-Joseph Heymans, Albert Crahay, Alice Ronner et Rik Wouters exposent également en 1914.

#### 1921 - 1929
Le salon de mai-juin 1921 est consacré à une rétrospective James Ensor. Plusieurs jeunes artistes en devenir exposent aussi : Gustave de Smet, Floris Jespers, Constant Permeke, Jean Brusselmans, Oscar Jespers, Paul Joostens, Willem Paerels, et Edgard Tytgat. En raison du succès remporté, l'exposition est prolongée de dix jours.
Au salon de 1922, des artistes défunts sont mis à l'honneur : Edgar Degas (une centaine de figures de bronze), Paul Gauguin, Xavier Mellery et Rik Wouters.
Lors des expositions suivantes, le cercle est désormais présidé par le juriste Georges Serigiers, et des rétrospectives sont consacrées à Albert Crahay et Auguste Rodin (1924), Constantin Meunier et Marcel Jefferys (1925). En 1925, parmi les artistes exposants, figurent : Georges Braque, Marc Chagall, Robert Delaunay, Constant Permeke, Pablo Picasso, Léon Spilliaert, Ossip Zadkine.
Hormis la rétrospective de Constant Permeke, le salon de 1929 invite quatre représentants de l'Expressionnisme rhénan : Heinrich Campendonk, Max Ernst, Vassily Kandinsky, Paul Klee. Sont aussi invités de nombreux artistes belges, dont : Jules De Sutter, Alice Frey, René Guiette, Oscar Jespers, Hubert Malfait, George Minne,.

#### 1930 - 1940
En 1930, Robert Werner succède temporairement à Georges Serigiers, mort en avril comme président. L'Art Contemporain, devenue une organisation puissante qui existe depuis 25 ans, bénéficie de son propre pavillon dans le cadre de l'Exposition internationale d'Anvers de 1930. Le pavillon comprend trois salons. Trois rétrospectives successives sont organisées : Jacob Smits, Eugeen van Mieghem et Richard Baseleer.
Entre 1931 et 1934, sous la présidence d'Enrique Mistler, les artistes exposants sont, notamment Marc Chagall et Walter Vaes (1931), Constantin Meunier et Auguste Oleffe (1932), Ossip Zadkine (1933), Raoul Dufy (1934). Le salon de 1935 est consacré à l'École suédoise moderne (en collaboration avec les expositions « Belgisk Konst » de Stockholm et Malmö). La même année, l'exposition jubilaire, organisée à l'occasion du trentième anniversaire de l'association, a lieu au Palais des Beaux-Arts de Bruxelles. Des œuvres de premier plan de Belgique et de France y sontprésentées. En 1936, l'association organise une rétrospective des œuvres de William Degouve de Nuncques, aux côtés de Constant Permeke, Floris Jespers et Ernest Wynants. Le salon de 1937 offre une rétrospective consacrée à Piet Verhaert et montre de nombreuses œuvres de Willem Paerels et Jean Brusselmans. Le salon de 1938 est consacré à l'expressionniste Gustave De Smet. Le salon de 1939 est consacré au peintre brabançon Louis Thévenet et comprend aussi 25 sculptures de Constant Permeke.
Le salon d'avril 1940 rend hommage à Henri De Braekeleer, Eugène Laermans, James Ensor et Frits van den Berghe. Autour de ces quatre figures centrales, Richard Baseleer, Jean Brusselmans, Robert Buyle, Hippolyte Daeye, Albert Dasnoy, Alfred Delaunois, Paul Delvaux, Floris Jespers, Willem Paerels, Ferdinand Schirren, et d'autres exposent leurs peintures. Quant à la sculpture, elle est représentée par Ernest Wynants, George Grard, Charles Leplae, Henri van Albada et Naud van Itterbeeck.

#### Après 1940
Durant la Seconde Guerre mondiale, l'association se disloque en raison de l'impossibilité d'organiser de grandes manifestations, de la mort ou de la fin de carrière de plusieurs des principaux membres. L'Art Contemporain désire également éviter les compromissions quelles qu'elles soient.
La tradition des salons annuels est reprise en 1947, lors d'une exposition exclusivement belge. Une exposition rétrospective de 150 chefs-d'œuvre belges et étrangers a lieu pour célébrer le cinquantième anniversaire du cercle du 14 mai au 12 juin 1955, dont Barques échouées de James Ensor, Charles au jersey rayé d'Henri Evenepoel, Les Deux arlequins de Picasso, Le Cœur du monde de René Magritte, Nu accroupi de Modigliani ou Retour du fils prodigue de Chirico.
Du 4 au 23 août 1959, une exposition ultime, au caractère rétrospectif, se tient à la Salle des fêtes municipales d'Anvers. Elle rend hommage à Edgard Tytgat et Walter Vaes, respectivement morts en 1957 et 1958, de même qu'au septuagénaire Floris Jespers. D'autres artistes sont représentés : Gaston Bertrand, René Guiette, Henri-Victor Wolvens, Mark Macken, Emiel Creado, Jan Burssens, Paul Delvaux, Lode De Maeyer, Jack Godderis, Jos Hendrickx, Lismonde, Paul Maas, Pol Mara, Antoon Marstboom, Marc Mendelson, Antoine Mortier, Willem Paerels, Edgar Scauflaire, Jan Vaerten, Armand Vanderlick et Jozef Vinck.